# 포터블 미디어 플레이어

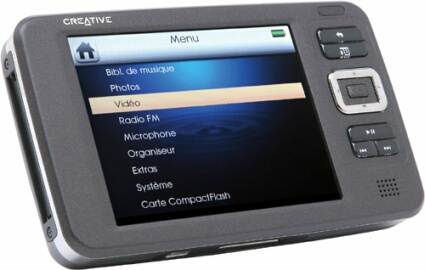
크리에이티브 젠 PMP

포터블 미디어 플레이어 또는 디지털 오디오 플레이어(portable media player, PMP 또는 digital audio player, DAP)는 언제 어디서나 음악, 사진, 동영상 등을 간편하게 즐길 수 있도록 한 휴대용 미디어 기기를 말한다.
디지털 미디어를 재생하고 저장할 수 있는 전자 기기도 포함하는 개념이다. 포터블 비디오 플레이어(PVP)라는 용어도 있다. 그림을 보여 주고 동영상을 재생하는 MP3 플레이어를 PMP라고 부를 수도 있다. MP3 플레이어와 비슷하게, 데이터는 보통 하드 드라이브나 마이크로드라이브 또는 플래시 메모리에 저장된다. 휴대전화와 같은 다른 종류의 전자 기기는 재생 기능에 따라 PMP라고 부르기도 한다.

## 역사
영국의 과학자 케인 크라머는 IXI라 불리는 최초의 디지털 오디오 플레이어를 발명했다. 최초의 공식 PMP 플레이어는 2002년에 프랑스의 Archos가 만든 Archos Jukebox 멀티미디어이다. 최초의 PMP가 나온 뒤로 제조업체들은 그림을 보고 동영상을 재생할 수 있는 기기를 생산하기 시작하였다.
2010년 이후 포터블 미디어 플레이어의 기능이 스마트폰에 흡수되었으며, 단독기기로서의 PMP는 제휴 인터넷 강의 시청용으로나 가까스로 명맥을 유지했으나, 스마트폰과 태블릿 컴퓨터 보급으로 감소하고 있다. 2024년 1월 현재 PMP 생산회사는 아예 없다고 보아야 한다.

## 일반 기능
- 소리 재생: 디지털 오디오 플레이어에서 지원하는 기본 재생이다. MP3 외의 재생 포맷을 지원하며, 더 높은 비트 속도로 파일을 재생할 수 있다. MP3, WMA, AAC, WAV, OGG, FLAC (DRM 지원)의 파일 형식을 지원한다.
- 사진 보기: 고급 사용자는 SD, 콤팩트플래시와 같은 확장 슬롯을 사용하여 사용자가 카메라에서 컴퓨터로 사진을 옮길 수 있다. JPEG, GIF, PNG, TIFF의 파일 형식을 지원한다.
- 동영상 재생: 화질이 좋은 LCD 화면과 더 많은 포맷을 지원한다. 수많은 플레이어들은 동영상을 텔레비전과 같은 외부 디스플레이에 출력하는 기능을 포함하고 있다. AVI, DivX, Xvid, WMV, MPEG1, 2, 4의 파일 형식을 지원한다.
- 내비게이션: 2005년부터[출처 필요] 국내 PMP 제조사는 PMP에 GPS를 탑재하여 내비게이션 기능을 지원하였다.
- 무선 인터넷: 2007년부터[출처 필요] 국내 PMP 제조사는 PMP에 와이파이 무선랜을 탑재하여 무선 인터넷 기능을 지원하였다.
- DMB: 모든 기기에서 DMB를 지원하지는 않으며 상당수의 업체들이 등급별로 DMB를 지원하는 기기를 따로 출시하고 있다.

## 동기화와 전송
PMP는 보통 장치 드라이버를 추가하는 설치 CD/DVD와 함께 동봉되어 있으며 일부 플레이어의 경우 플레이어와 컴퓨터 사이에 파일을 전송하는 소프트웨어도 제공한다. 그러나 최근에 출시된 플레이어의 경우 제조업체의 웹사이트를 통해 온라인으로 이러한 서비스를 받을 수 있으며, 그게 아닐 경우 공통 대용량 기억 장치(UMS)나 미디어 전송 프로토콜 (MTP)를 통해 별도의 드라이버 설치 없이 운영 체제가 자동으로 인식하게 하는 경우도 있다.

## 같이 보기
- MP4 플레이어
- 워크맨